# 大木戸
大木戸（おおきど）は、近世の日本の都市の出入り口や国境に設けられた関門、人や物の出入りを管理するための簡易な関所であり、木戸の中で規模が大きなものである。
各地の都市に入る街道筋に大木戸が設けられた。

## 江戸の大木戸

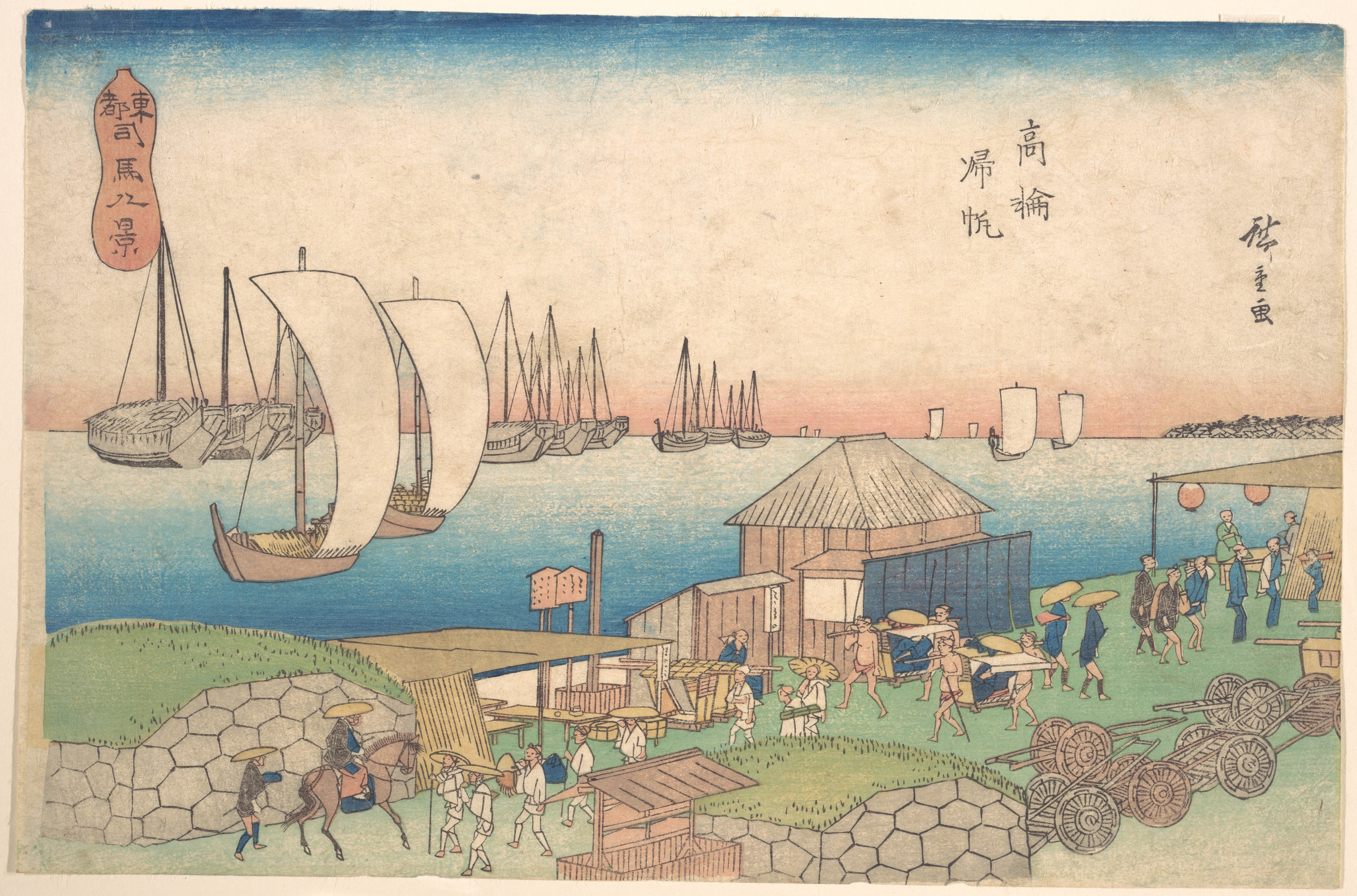
高輪大木戸。歌川広重『東都司馬八景 高輪帰帆』

江戸では、1616年（元和2年）、甲州街道筋（現：新宿区四谷4丁目 ）に四谷大木戸が設けられた。
東海道筋には、同年に芝口門が設けられたが、1710年（宝永7年）に高輪（現：港区高輪2丁目 ）に移転し、高輪大木戸となった。
中山道筋では板橋宿上宿の岩の坂上（現：板橋区本町）に板橋大木戸が設けられた。

四谷大木戸・板橋大木戸は、明治の新政府により破壊されてしまい現存しないが、高輪大木戸の東側の石垣は史跡として保存されている。

## 名古屋の大木戸

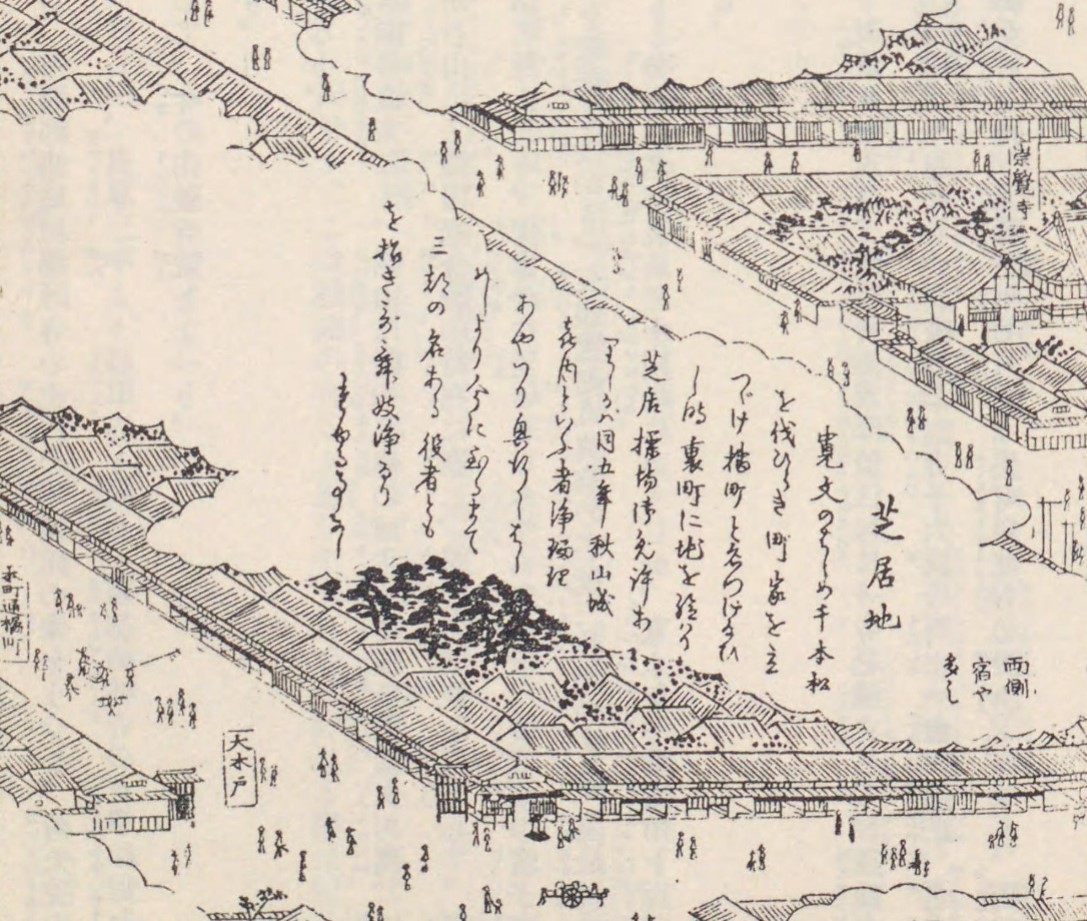
橘町の大木戸。『尾張名所図会』

名古屋へ入る街道筋に設けられた大木戸の場所は次のとおり。
- 熱田道の橘町
- 美濃街道の樽屋町

これは樽屋町の西の端、押切村内、巾下白壁町が南下して樽屋町に出会う角にあった（『尾府全図』『金鱗九十九之塵』より）。美濃路は枇杷島、起（現・愛知県一宮市）、墨俣・大垣（現・岐阜県）を経て中山道垂井宿（現・岐阜県不破郡垂井町）へ通じる。樽屋町には大木戸という地名があった（現在の西区押切町・花の木一丁目）。
- 下街道の坂上町（現：赤塚交差点北西）
- 飯田街道の駿河町

名古屋の大木戸は『古渡村絵図』『享元絵巻』『尾張名所図会』『絵本上雲雀』などに描かれている。
名古屋の大木戸は1872年（明治5年）に取り壊された。